# Лагуна Бийч (Калифорния)
Лагуна Бийч (на английски: Laguna Beach) е град в окръг Ориндж в щата Калифорния, САЩ.
Лагуна Бийч е с обща площ от 25,20 км² (9,70 мили²).
Градът е разположен на 39 км (24 мили) на югоизток от град Санта Ана. Лагуна Бийч е с население от 23 147 жители (по приблизителна оценка от 2017 г.).